# Hošťanka
Hošťanka je přírodní rezervace na hranicích mezi městem Třebíčí (část Slavice) a obcí Výčapy. Zahrnuje vrchol a část svahů stejnojmenného 573 metrů vysokého vrchu.

## Umístění
Hošťanka se nachází takřka celá (bez asi jen 1,5 ha) v katastru obce Výčapy. Do katastrálního území Slavic zasahuje svým východním cípem dosahujícím silnice II/360. Středem rezervace je kopec Hošťanka měřící 573,3 m n. m. Nadmořská výška začíná na 487 m n. m. Celková výměra rezervace dosahuje 54 ha. Geologickým podkladem je turmalín-muskovitický granit (třebíčský masiv).

## Motiv ochrany
Předmětem ochrany je různověký lesní porost s dominující autochtonní jedlí bělokorou, potenciální vhodný genetický materiál.
Vedle jedle bělokoré v rezervaci lze nalézt mimo jiné buk lesní (Fagus sylvatica), v podrostu pak lýkovec jedovatý (Daphne mezereum), sasanku hajní (Anemonoides nemorosa), plicník lékařský (Pulmonaria officinalis), jaterník trojlaločný (Hepatica nobilis), bažanku vytrvalou (Mercurialis perennis) a brambořík nachový (Cyclamen purpurascens).
Jedlové porosty pocházejí z přirozeného zmlazení z první poloviny 20. století. Pěstují se maloplošným způsobem s dlouhou obnovní dobou. V roce 2000 byla rezervace oplocena, aby byla zajištěna ochrana před zvěří.